# 祖国党 (蒙古国)
祖国党（Ekh oron nam），又称“蒙古民主新社会党”（Mongolyn Ardchilsan Shine Sotsialist Nam），是蒙古国的一个政党。

## 简介
该党最早成立于1992年12月22日。由额日勒集团（Erel group）的所有者巴达尔奇·额尔登巴特（B. Erdenebat）创建。1998年12月，额尔登巴特创建了“蒙古民主新社会党”（Mongolyn Ardchilsan Shine Sotsialist Nam。英語：，简称MDNSP）并任主席。1999年6月，额尔登巴特当选为“祖国联盟”（Motherland Coalition）主席。2000年7月，在国家大呼拉尔选举中，他作为已更名为“祖国－蒙古民主新社会党”（Motherland-MDNSP）的候选人，在乌兰巴托第61（Khan-Uul）选区成功获得该选区唯一的席位，当选国家大呼拉尔委员。在2004年国家大呼拉尔选举中，该党和民主党联合成立“祖国－民主联盟”（Motherland-Democracy coalition）。额尔登巴特作为祖国－民主联盟候选人，在库苏古尔省第48选区当选国家大呼拉尔委员。“祖国－民主联盟”在2004年底解散。2004年9月至2005年2月，额尔登巴特担任蒙古国国防部部长。2005年，额尔登巴特担任“祖国党”主席。同年，额尔登巴特参加蒙古国总统竞选但失败。
从2004年到2008年，该党在国家大呼拉尔有4个席位。但在2008年国家大呼拉尔选举中，该党失利，未获得任何席位。从2006年到2007年，该党在恩赫包勒德内阁中占有三席：额尔登巴特担任燃料和动力部部长，依钦霍尔洛·额尔登巴特尔担任自然环境部部长，赛音布彦·奥特根巴亚尔担任部长、主管紧急状况（救灾）。